# إزروال (آيت اورتيندي)
إزروال هو دُوَّار يقع بجماعة تيزكيت، إقليم إفران، جهة فاس مكناس في المملكة المغربية. ينتمي الدوّار لمشيخة آيت اورتيندي التي تضم 3 دواوير. يقدر عدد سكانه بـ 616 نسمة حسب الإحصاء الرسمي للسكان والسكنى لسنة 2004.

## روابط خارجية
- البوابة الوطنية للجماعات الترابية
- المندوبية السامية للتخطيط